# Lanthaan
Lanthaan is een scheikundig element met symbool La en atoomnummer 57. Het is een zilverwit lanthanoïde.

## Ontdekking
Lanthaan is in 1839 ontdekt door de Zweedse wetenschapper Carl Gustaf Mosander nadat hij een oplossing van ceriumnitraat indampte en het ontstane zout oploste in verdund salpeterzuur. Wat er achterbleef was onzuiver lanthaanoxide. In 1923 is lanthaan voor het eerst in elementaire vorm geïsoleerd.
De naam lanthaan is afgeleid van het Griekse λανθάνειν, lanthanein, dat verborgen zijn betekent.

## Toepassingen
Voor industriële toepassingen wordt lanthaan vooral gebruikt als additief. Enkele toepassingen zijn:
- Lanthaan(III)oxide zorgt ervoor dat glas beter bestand wordt tegen basen.
- Infrarood licht wordt beter door glas geabsorbeerd als er lanthaanoxide aan het glas wordt toegevoegd.
- Kleine hoeveelheden lanthaan toegevoegd aan staal maken het beter bestand tegen inslag.
- Legeringen van molybdeen met kleine hoeveelheden lanthaan zorgen ervoor dat het metaal harder wordt en minder gevoelig voor temperatuurschommelingen.
- Lanthaanboride en -oxide worden gebruikt bij de fabricage van vacuümbuizen.
- Bij het kraken van aardolieproducten kan lanthaan als katalysator worden gebruikt.
- Met behulp van de barium- en lanthaanconcentratie in stenen en ertsen kan de ouderdom ervan worden bepaald.
- Lanthaancarbonaat wordt als geneesmiddel gebruikt bij nierdialysepatiënten om schadelijke fosfaten uit het bloed te halen.
- Lanthaannikkelhydride wordt gebruikt in accu's van hybride auto's.
- Phoslock, een gemodificeerd kleiproduct dat lanthaan bevat om fosfaat in water te binden.

## Opmerkelijke eigenschappen
Lanthaan is een zacht, buigzaam en makkelijk vervormbaar metaal. Het is een van de meest reactieve elementen en vormt zeer makkelijk verbindingen met koolstof, stikstof, boor, seleen, silicium, fosfor, zwavel en halogenen. Het reageert met water, en bij blootstelling aan de lucht oxideert het snel.
De meest stabiele valentie van lanthaan is (3+), maar er zijn enkele lanthaan(II)verbindingen bekend. In de IUPAC-naamgeving moet het oxidatiegetal van de betreffende lanthaanverbinding dan ook altijd genoemd worden.

## Verschijning
De belangrijkste bron van lanthaan zijn de mineralen monaziet en bastnäsiet welke respectievelijk tot 25 en 38 procent lanthaan bevatten. De belangrijkste vindplaatsen van deze mineralen bevinden zich in India.

## Isotopen
| Stabielste isotopen | Stabielste isotopen | Stabielste isotopen      | Stabielste isotopen      | Stabielste isotopen      | Stabielste isotopen      |
| Iso                 | RA (%)              | Halveringstijd           | VV                       | VE (MeV)                 | VP                       |
| ------------------- | ------------------- | ------------------------ | ------------------------ | ------------------------ | ------------------------ |
| 137La               | syn                 | 6·104 j                  | EV                       | 1,176                    | 137Ba                    |
| 138La               | 0,09                | 1,05·1011 j              | EV β−                    | 1,737 1,044              | 138Ba 138Ce              |
| 139La               | 99,91               | stabiel met 82 neutronen | stabiel met 82 neutronen | stabiel met 82 neutronen | stabiel met 82 neutronen |
| 140La               | syn                 | 1,6781 d                 | β−                       | 3,762                    | 140Ce                    |

In de natuur komen er op aarde twee lanthaanisotopen voor. Het stabiele 139La en het radioactieve 138La. Daarnaast zijn er een dertigtal isotopen bekend welke alleen op kunstmatige basis kunnen worden verkregen. Van de niet in de natuur voorkomende isotopen variëren de halveringstijden van minder dan een minuut tot krap 40 uur.

## Toxicologie en veiligheid
Over de schadelijke gevolgen van lanthaan is vrij weinig bekend en zodoende moet het met voorzichtigheid worden behandeld. Dierproeven hebben aangetoond dat het injecteren van lanthaan leidt tot lage bloeddruk en beschadigingen aan de milt en lever.